# Rakovac (Raška)
Rakovac (Servisch cyrillisch Раковац) is een plaats in de Servische gemeente  Raška. De plaats telt 240 inwoners (2002).